# José Agripino Maia
José Agripino Maia GOMM (Mossoró, 23 de maio de 1945) é um engenheiro civil, empresário e político brasileiro filiado ao União Brasil (UNIÃO). Foi o 45.º e 48.º governador do Rio Grande do Norte e senador pelo mesmo Estado. É proprietário da TV Tropical, afiliada da RecordTV no Rio Grande do Norte, além da rede de emissoras de rádios vinculadas à Rede Tropical.

## Família
Membro de uma das famílias mais influentes do Rio Grande do Norte, é filho de Tarcísio Maia e Teresa Maia, além de primo do ex-governador Lavoisier Maia. Possui também ligação de parentesco direto com o ex-ministro do Tribunal de Contas da União e ex-governador do estado da Paraíba, João Agripino Filho. Por causa da atividade política do pai, residiu no Rio de Janeiro, estudando no Colégio Andrews e formando-se em engenharia civil pela antiga Universidade do Estado da Guanabara, atual Universidade do Estado do Rio de Janeiro, em 1967. Passou então a exercer sua profissão na iniciativa privada. Um de seus dois filhos, Felipe Catalão Maia, foi deputado federal. Seu irmão, Oto Agripino Maia, é diplomata de carreira e foi embaixador na África do Sul, Santa Sé e Suécia. Também, primo do ex-prefeito da cidade do Rio de Janeiro, Cesar Maia, primo de segundo grau do atual ex-presidente da Câmara dos Deputados do Brasil, Rodrigo Maia, e primo do vice-procurador-geral da República, Luciano Mariz Maia.

## Política

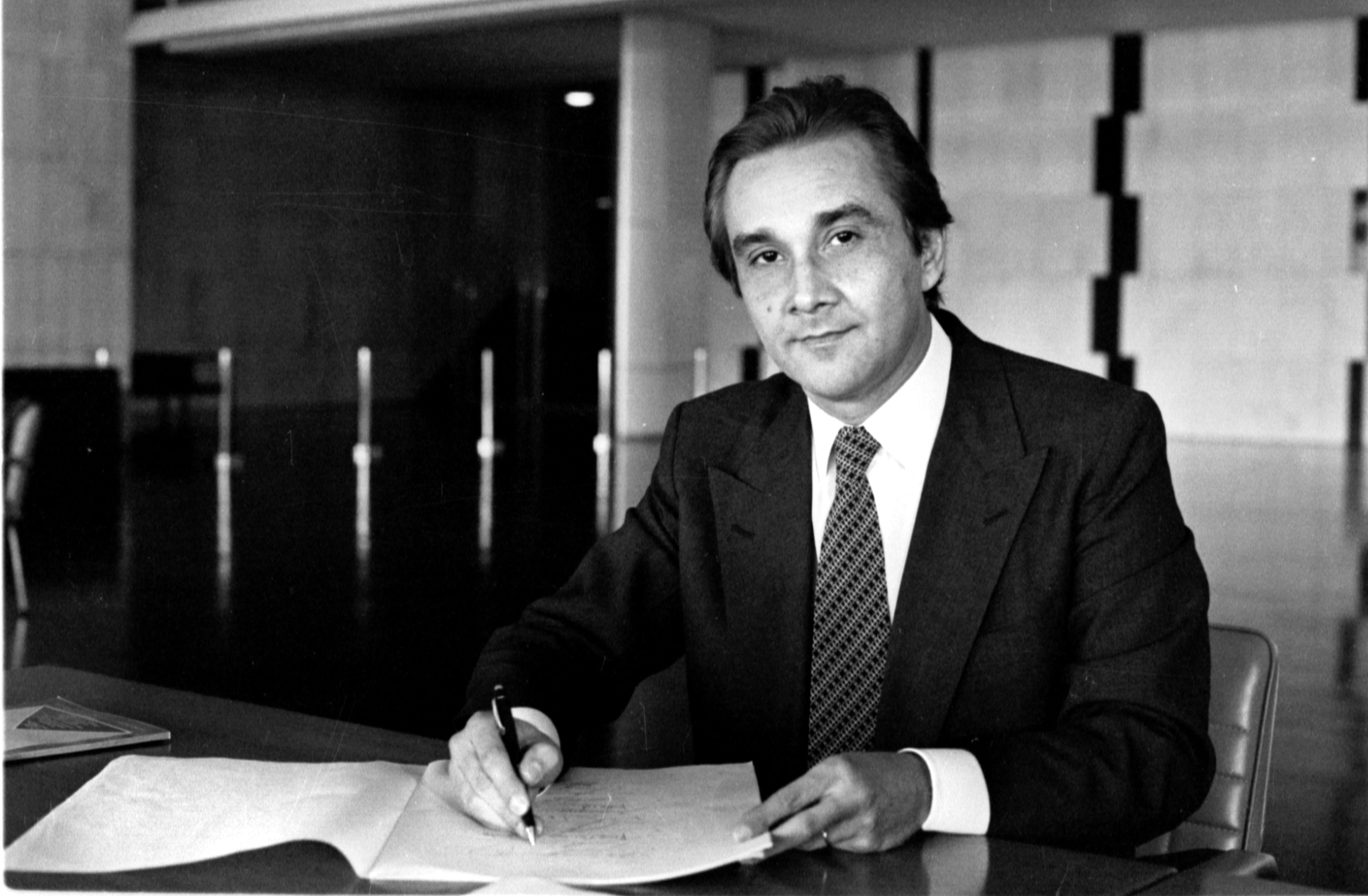
Assinando a Constituição do Brasil em 1988 como membro da Assembleia Nacional Constituinte.

Indicado pelo então governador do estado Lavoisier Maia, seu primo, Agripino assume a prefeitura de Natal, ainda não havia legislação específica sobre nepotismo e os prefeitos de capital eram indicados de maneira biônica. Filiado ao Partido Democrático Social (PDS), em seguida disputa o governo potiguar contra Aluísio Alves, vencendo o pleito com 57% dos votos. O governo foi marcado pelo "Escândalo do Rabo-de-Palha", pelo qual Agripino teria supostamente instruído cabos eleitorais a comprar votos de eleitores pobres em favor da candidata à prefeitura de Natal Wilma de Faria, à época, pelo PDS. Garibaldi Alves Filho, do PMDB ganhou a eleição. Em 1984, apoiava o candidato do PDS Ministro Mário Andreazza. Em 1985, foi o primeiro dos governadores eleitos pelo PDS a romper com o partido, ao apoiar Tancredo Neves no Colégio Eleitoral, contra Paulo Maluf, que era do PDS. Foi um dos fundadores da Frente Liberal, mais tarde PFL, pelo qual disputou todas as eleições seguintes, a exceção de 2010, quando o PFL mudou de nome para DEM. Antes da conclusão do mandato, desincompatibilizou-se para disputar uma vaga ao Senado nas eleições de 1986, obtendo êxito, ao lado de Lavoisier Maia (PDS). O candidato a governador, João Faustino, também do PFL, perdeu para o PMDB de Geraldo Melo, sob efeito devastador do Plano Cruzado. Foi a famosa chapa "João, Lavô e Jajá". João Faustino, Lavô de Lavoisier e Jajá, Agripino. No primeiro mandato de senador, atuou como presidente da comissão Mista que elaborou o Código de Defesa do Consumidor. Em 1988 foi o artífice para a vitória da sua ex-secretária Wilma de Faria, através da coligação PDT-PFL. Derrotou o rival do PMDB, Henrique Eduardo Alves, um "decano" do Congresso, e principalmente da Câmara.
Em 1990 disputa novamente o governo do estado, pelo PFL, desta vez contra o próprio primo Lavoisier Maia Sobrinho, do PDT, apoiado por Wilma e pelo PMDB, do senador eleito Garibaldi Alves Filho. Agripino, com o apoio do presidente Collor, venceu com 52% dos votos. Neste governo, Agripino dobrou o índice de domicílios com saneamento no Estado. Também desta vez não conclui o mandato para se candidatar ao Senado em 1994, sendo eleito novamente. Disputa pela 3ª vez o governo do estado em 1998, porém é derrotado, ainda em primeiro turno, para Garibaldi Alves Filho.
Reelege-se senador em 2002, tornando-se líder desde então no senado do PFL que depois tornou-se DEM. Foi um dos políticos mais importantes no cenário da derrubada da Contribuição Provisória sobre Movimentação Financeira (CPMF).
Admitido à Ordem do Mérito Militar em 2000 pelo presidente Fernando Henrique Cardoso no grau de Comendador especial, foi promovido em 2006 pelo presidente Luiz Inácio Lula da Silva ao grau de Grande-Oficial.
Em 2008, nas palavras do jornalista Gerson Camarotti, foi protagonista de uma tentativa de constrangimento a chefe da Casa Civil, Dilma Rousseff, que foi mal sucedido. A chefe da Casa Civil prestava esclarecimentos ao Congresso, quando o senador José Agripino Maia perguntou se ela mentia, citando para isso, uma entrevista na qual ela admitia ter mentido quando foi presa pela ditadura. Em resposta emocionada, ela disse que foi barbaramente torturada e que se orgulhava de ter mentido para salvar companheiros, sendo aplaudida por parte dos presentes. Em relação ao fato, o senador Demóstenes Torres (DEM-GO) disse: "O Agripino me perguntou se a fala dele tinha sido ruim. Eu respondi que foi péssima. Ele só podia estar dopado".
Foi reeleito senador pelo Rio Grande do Norte nas eleições de 2010, quando obteve 958 891 votos, o correspondente a 32,23% dos votos válidos.
Em dezembro de 2016, votou a favor da PEC do Teto dos Gastos Públicos. Em julho de 2017 votou a favor da reforma trabalhista.
Em outubro de 2017, votou a favor da manutenção do mandato do senador Aécio Neves, derrubando decisão da Primeira Turma do Supremo Tribunal Federal no processo onde ele é acusado de corrupção e obstrução da justiça por solicitar dois milhões de reais ao empresário Joesley Batista.
Em março de 2018, José Agripino deixou a presidência nacional do seu partido (DEM), cargo que ocupava desde 2011.
Nas eleições de 2018, decidiu não ser candidato ao Senado. Foi candidato a deputado federal pelo DEM, mas não conseguiu ser eleito e ficou como segundo suplente da coligação PDT/PP/MDB/PODE/DEM que elegeu apenas um único deputado: Walter Alves.
Em novembro de 2018, o senador votou a favor do aumento de salário dos integrantes do STF, medida que gerou o reajuste de milhares de salários no nível federal, estadual e municipal, com impacto negativo estimado de 6 bilhões de reais/ano no orçamento nacional.

## Desempenho em Eleições
| Ano  | Eleição                         | Partido | Cargo            | Votos   | %                 | Resultado  | Ref    |
| ---- | ------------------------------- | ------- | ---------------- | ------- | ----------------- | ---------- | ------ |
| 1982 | Estadual do Rio Grande do Norte | PDS     | Governador       | 389.677 | 57,59%            | Eleito     | [ 8 ]  |
| 1986 | Estadual do Rio Grande do Norte | PFL     | Senador          | 426.869 | 25,24%            | Eleito     | [ 8 ]  |
| 1990 | Estadual do Rio Grande do Norte | PFL     | Governador       | 454.528 | 48,11% (1º Turno) | Eleito     | [ 2 ]  |
| 1990 | Estadual do Rio Grande do Norte | PFL     | Governador       | 525.229 | 52,09% (2º Turno) |            | [ 2 ]  |
| 1994 | Estadual do Rio Grande do Norte | PFL     | Senador          | 387.935 | 24,37%            | Eleito     | [ 9 ]  |
| 1998 | Estadual do Rio Grande do Norte | PFL     | Governador       | 462.177 | 41,36%            | Não Eleito | [ 5 ]  |
| 2002 | Estadual do Rio Grande do Norte | PFL     | Senador          | 594.912 | 24,53%            | Eleito     | [ 10 ] |
| 2010 | Estadual do Rio Grande do Norte | DEM     | Senador          | 958.891 | 32,23%            | Eleito     | [ 13 ] |
| 2018 | Estadual do Rio Grande do Norte | DEM     | Deputado Federal | 64.678  | 4,02%             | Suplente   | [ 19 ] |